# Sternohyoideus

Sternohyoideus

Sternohyoideus är en av kroppens "undre tungbensmuskler". Ursprunget är på manubrium sterni och dess fäste är på tungbenet, Os Hyoideum. Huvudfunktion är att sänka tungbenet, dvs att föra huvudet framåt. Andra funktioner är att göra en flexion av cervikalryggen.